# Атрыганьев, Николай Алексеевич
Николай Алексеевич Атрыганьев (1823, Черниговская губерния — 1891 или 1892, Санкт-Петербург) — русский художник-пейзажист, почётный вольный общник Императорской Академии художеств.

## Биография
Родился 20 сентября 1823 года в Черниговской губернии в семье купца 1-й гильдии Алексея Ульяновича Атрыганьева и его жены Ольги Ивановны.
Как и его три брата Пётр, Михаил и Александр, некоторое время учился в петербургском Институте инженеров путей сообщения, но в 1845 году поступил на военную службу — в вольный казачий полк на Кавказе, где дослужился до должности адъютанта при наказном атамане. В 1846 году, во время экспедиции против горцев, познакомился с сыном генерал-майора, Николаем Илларионовичем Жуковым. В следующем году он познакомился с семьёй Жуковых и вскоре после знакомства, женился на сестре Николая Жукова, Екатерине Илларионовне. В 1848 году был вынужден выйти в отставку по состоянию здоровья.
Выйдя в отставку, Николай Алексеевич полностью отдался живописи, которой увлекался с юных лет. Обучался под руководством профессора Николая Егоровича Сверчкова, который много писал лошадей на принадлежавшем Атрыганьеву племенном конезаводе орловских рысаков, а после выхода в отставку — у академика Егора Егоровича Мейера.
Быстро прогрессирующая болезнь заставила Атрыганьева прекратить интенсивные занятия живописью и в 1855 году уехать из столицы вместе с женой в провинцию. Оставленное родителями наследство позволило ему приобрести черниговское имение Ляличи.
Продав Ляличи в 1875 году он вернулся в Петербург, где возобновил обучение живописи — у профессора Арсения Ивановича Мещерского.
Спустя десять лет к нему пришло признание — его работы, выставлявшиеся в Академии художеств (1882—1889), передвижных выставках Академии в Одессе (1886), Харькове и Екатеринбурге (обе — 1887); 6-й и 7-й выставках Общества выставок художественных произведений (1882, 1883), стали приобретать коллекционеры.
В 1883 году был удостоен малой поощрительной медали от ИАХ, а в 1886 году — звания почётного вольного общника.
В 1887 году умерла жена Екатерина. По завещанию она оставила ему деревню Александровку Задонского уезда Воронежской губернии, поместье отца, генерал-майора Иллариона Ивановича Жукова.
Умер в Санкт-Петербурге 2 июня 1891 года (так на памятнике), но называется также дата 14 июня 1892 года. Похоронен на Тихвинском кладбище Александро-Невской лавры.

## Творчество
Писал преимущественно виды Могилёвской губернии и пригородов Петербурга: «Зимний пейзаж» (1882), «Вид в Могилёвской губернии» (1883), «Вид на реку Остёр в Могилёвской губернии» (1884), «Вечер» (1886), «Осень» (1886), «После дождя» (1888), «Близ устья Наровы», «Дубовая роща в Сестрорецке» (1889), «Расщеплённый дуб» (1889).
Картины Николая Атрыганьева находятся в Омском музее изобразительных искусств, Ульяновском художественном музее и Национальном художественном музее Белоруссии в Минске.

## Галерея

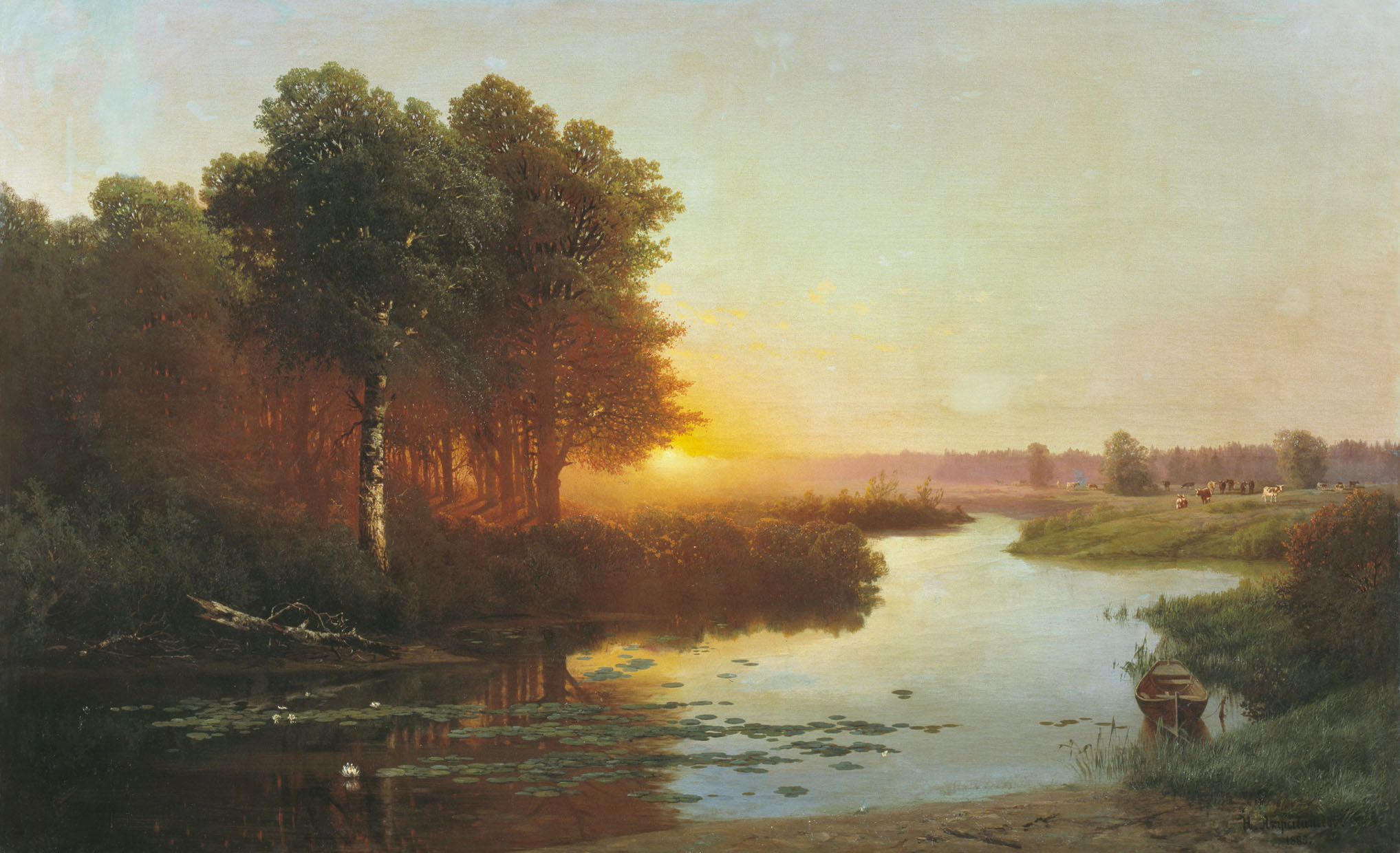
Вид на реку Остёр в Могилёвской губернии. 1884
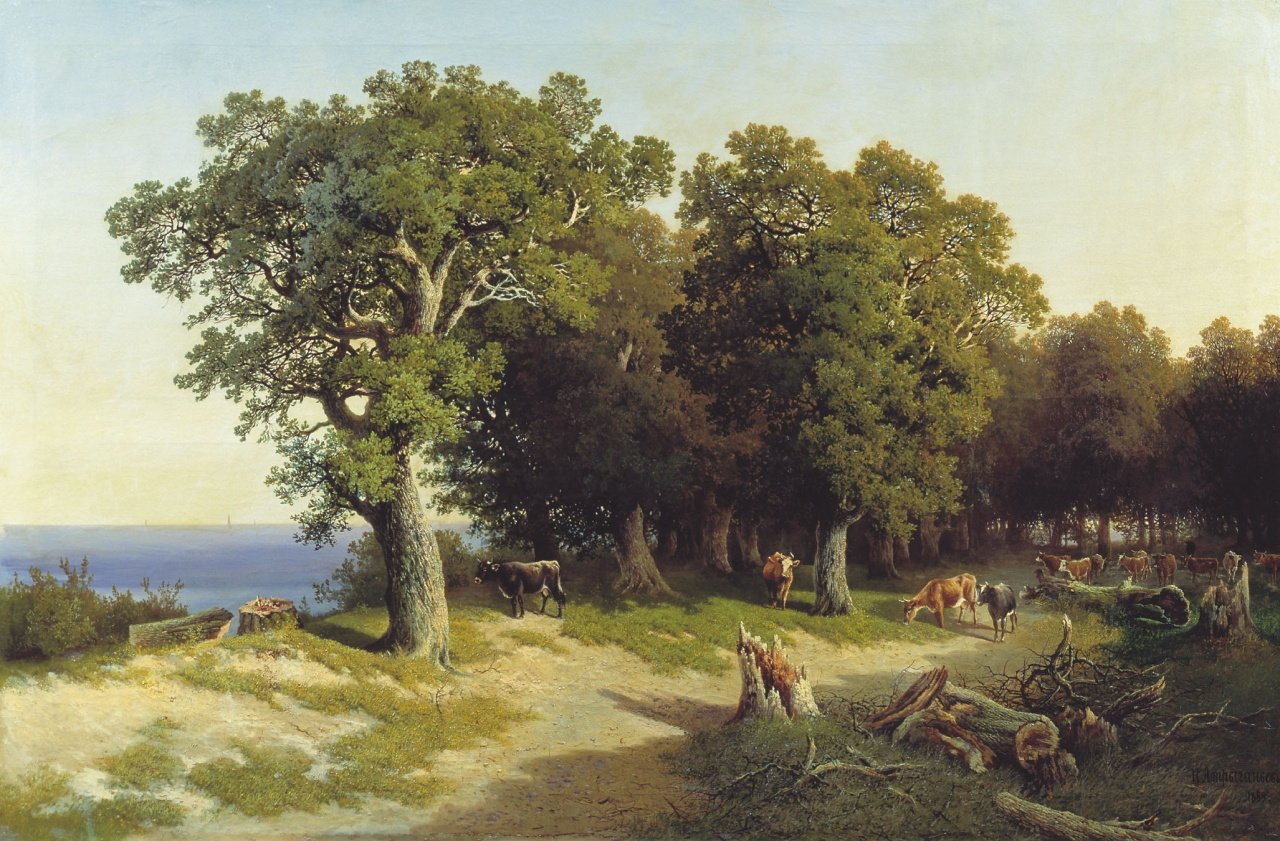
Дубовая роща в Сестрорецке. 1889
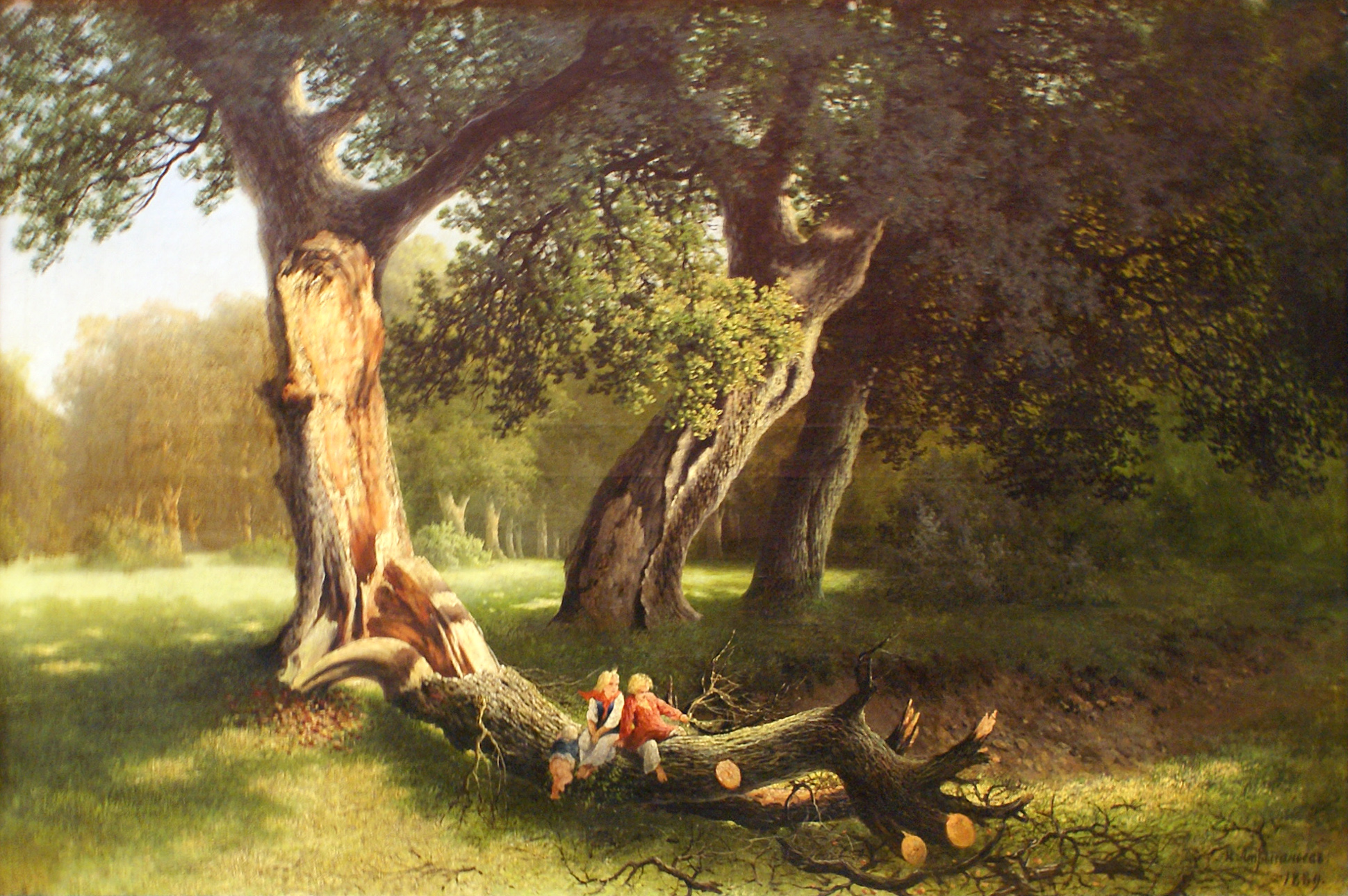
Расщеплённый дуб. 1889